# ENEOSモビリニア
株式会社ENEOSモビリニア（エネオスモビリニア）は、東京都港区芝公園に本社を置くガソリンスタンドを運営する会社で、ENEOSの100%子会社である。

## 概要
「ENEOS」ブランドのガソリンスタンド（サービスステーション）の運営事業を行っており、グループ全体で約830店舗が存在する（2025年4月1日現在）。
2015年7月1日付で、直営店・販売店事業を残した上でENEOSネットを吸収合併し、その他の事業は全てENEOSサンエナジーに統合した。
2025年4月1日付のENEOSグループ内での特約店再編により、旧東燃ゼネラル系のENEOSジェネレーションズと旧ジャパンエナジー系のENEOSジェイクエストの2社を吸収合併するとともに、卸事業を吸収分割によりENEOSフィーチャスへ承継。ガソリンスタンドの運営事業に専念することとなり、ENEOSモビリニアへ社名変更された。

## 沿革

### イドムコ
- 1949年（昭和24年）1月12日 - 西日本米油株式会社設立。
- 1953年（昭和28年）9月 - 伊藤忠石油株式会社に社名変更。
- 1969年（昭和44年）4月 - 日石伊藤忠株式会社に社名変更。
- 2000年（平成12年）11月 - 航空事業部がISO 9002取得。
- 2001年（平成13年）10月 - 株式会社イドムコに社名変更。
- 2002年（平成14年）7月 - 航空事業部がISO 9001（2000版）を取得。
- 2004年（平成16年）
  - 4月 - 株式会社ケー・イー・エス（1966年8月設立）、株式会社宮崎エネルギー（1997年7月設立）、関西小澤株式会社と経営統合。
  - 9月 - ケー・イー・エス、関西小澤解散。

### 小澤物産
- 1936年（昭和11年）8月10日 - 小澤油店創立。
- 1948年（昭和23年）4月28日 - 株式会社小澤商店に改組。
- 1970年（昭和45年）9月 - 小澤物産株式会社に社名変更。
- 1998年（平成10年）10月 - 関西小澤株式会社を設立。
- 2003年（平成15年）
  - 7月1日 - 中央日石株式会社（1990年3月設立）、千葉エネルギー株式会社（1999年3月設立）、菱油販売株式会社（1931年5月設立）の経営を統合。地域販売会社5社（エネッツ東京販売、エネッツ西東京販売、エネッツ神奈川販売、エネッツ千葉販売、エネッツ埼玉販売）を設立し、ガソリンスタンドの運営を移管。
  - 12月 - 中央日石及び千葉エネルギーが解散（菱油販売は不動産賃貸会社として存続）。

### ENEOSフロンティア発足後
- 2005年（平成17年）10月1日 - 会社分割により小澤物産が石油販売部門を分割、イドムコが継承し株式会社ENEOSフロンティアに社名変更。地域販売会社を15社に再編。地域販売子会社は「株式会社ENEOSフロンティア○○」（○○には地域名〈東京・西東京・千葉・埼玉・群馬・神奈川・長野・中部・滋賀・関西・阪神・四国・中国・九州・南九州〉が入る）という社名である。
- 2007年（平成19年）4月1日 - 地域販売会社のENEOSフロンティア四国がENEOSフロンティア阪神に合併。
- 2008年（平成20年）
  - 4月1日 - 太平洋石油販売・高輪エネルギーおよび地域販売子会社14社を吸収合併。
  - 12月28日 - マツハヤ（旧・松早石油）の石油販売部門が分社化したマツハヤ石油を完全子会社化。
- 2009年（平成21年）11月1日 - 斐太石油株式会社（旧・三菱石油特約店）及び太平石油株式会社（旧・日本石油特約店）を完全子会社化。
- 2011年（平成23年）
  - 4月1日 - 九石商事株式会社（旧・九州石油系列販売店）を吸収合併。
  - 4月15日 - CLCタカハシ株式会社（旧・日本石油特約店）を買収し、子会社化。
- 2015年（平成27年）7月1日 - ENEOSネットを吸収合併。SS運営以外の事業をENEOSサンエナジーへ統合。
- 2017年（平成29年）
  - 2月1日 - 大分県の特約店・吉伴株式会社を買収し、子会社化[2]。
  - 4月1日 - 19ヶ所の支店及び関連会社4社を10ヶ所のカンパニーに再編。東北と九州の一部をEFリテール東北とEFリテール九州に移管。
- 2018年（平成30年）4月1日 - グループ会社の菊長石油を吸収合併し、東北カンパニーに統合。
- 2019年（平成31年）4月1日 - 吉伴株式会社の特約店事業を譲受（なお、産業用石油製品の直売事業はENEOSサンエナジーへ事業譲渡。SS部門が残った吉伴株式会社はEFリテール九州へ移管統合される）。
- 2020年（令和2年）10月1日 - 運営の合理化と効率化などの理由から、EFリテール東北とEFリテール九州を吸収合併。
- 2025年（令和7年）4月1日 - ENEOSジェネレーションズとENEOSジェイクエストを吸収合併するとともに、卸事業を吸収分割によりENEOSフィーチャスへ承継。ENEOSモビリニアへ社名変更され、ガソリンスタンド運営事業に専念する。

## グループ会社
- 斐太石油株式会社 （液化石油ガスも販売）